# Les Surprises de l'Amour
Les Surprises de l'Amour è un opéra-ballet in un prologo e due (o, in versioni successive, tre o quattro) entrées, messo in musica dal compositore francese Jean-Philippe Rameau su libretto di Gentil-Bernard. L'opera fu rappresentata per la prima volta nella reggia di Versailles il 27 novembre 1748, e, secondo l'uso del tempo, fu originariamente messa in cartellone con la semplice denominazione di “ballet”; essa è stata successivamente classificata dagli studiosi come un opéra-ballet, anche se il suo contenuto la potrebbe ricondurre più precisamente al sottogenere del ballet héroïque.

## Vicende storiche
L'opera fu commissionata da Madame de Pompadour per celebrare il trattato di Aquisgrana e fu data in apertura della terza stagione del suo Théâtre des Petits Appartements, per l'inaugurazione della nuova sistemazione del teatro stesso sul Grand Escalier des Ambassadeurs ("Grande Scalinata degli Ambasciatori") nella  reggia di Versailles: la marchesa, ottima attrice e passabile cantante, interpretò due dei ruoli originali per soprano, Urania e Venere. Il lavoro, in questa sua prima forma, era composto da un prologo allegorico che richiamava il trattato di Aquisgrana, Le retour d'Astrée, e da due entrées, La lyre enchantée e Adonis. Les surprises de l'amour fu la prima opera scritta specificamente per il Théâtre des Petits Appartements e fu anche il primo lavoro di Rameau ad essere dato nell'ambito dei suoi programmi. Esso non ebbe particolare successo: scene, costumi, macchine e la nuova sistemazione del teatro furono molto apprezzati, ma l'opera in se stessa provocò i plateali sbadigli del re, il quale confessò che «[avrebbe] gradito di più una commedia».
Quando il lavoro fu ripreso all'Opéra il 31 maggio 1757 per inaugurare la nuova direzione di François Francœur e di François Rebel, il prologo, non più di attualità, fu tagliato e sostituito da una nuova ouverture, le due entrées originali furono pesantemente rimaneggiate e cambiarono ordine di rappresentazione, Adonis venne anche ridenominata L'enlèvement d'Adonis ("Il ratto di Adone"), e ne fu aggiunta una terza, Anacréon. «La sua prima permanenza in cartellone durò fino al 14 agosto 1757, ma solo il secondo e il terzo atto furono rappresentati dopo il 10 luglio», quando l'originaria La lyre enchantée fu sostituita da una versione di Les sibarites, un acte de ballet di Rameau su libretto di Jean-François Marmontel, rappresentato inizialmente nel 1753. Successivamente, le differenti entrées furono ripetutamente intercambiate in occasione delle varie riprese dell'opera e «l'autosufficienza di ciascuna porzione de Les Surprises de l'Amour fecero del lavoro tripartito un'adatta fonte di materiale per i programmi di fragments che stavano diventando popolari negli anni precedenti la Rivoluzione».
Scrivendo su Grove Music Online, Graham Sadler attribuisce particolare interesse all'aria per basso di Anacreonte, "Nouvelle Hébé, charmante Lycoris", e all'«incantevole, cromatico sommeil» (musica del sonno) della stessa entrée, da considerare, nel suo complesso, come la parte migliore dell'opera. Nonostante l'impressione riportata da Charles Collé che la versione del 1757 «[puzzasse] di vecchio» (Rameau era ormai settantatreenne), Sadler ritiene che «la nuova musica fatta oggetto di revisione sia quasi invariabilmente più interessante di quella dell'originale» e che «le airs de ballet siano, come sempre, meravigliosamente inventive». Anche Spire Pitou, per parte sua, condividendo parzialmente l'apprezzamento di Graham Sadler, sostiene che «il passaggio più impressionante di Rameau ne Les Surprises de l'Amour fu la “musica del sonno” [nell']atto conclusivo».

## Personaggi e primi interpreti
| personaggio | tipologia vocale/ personaggio danzante               | cast della prima a Versailles, 27 novembre 1748      | cast della prima rappresentazione all'Opéra, 31 maggio 1757                                                |
| Prologo: Le Retour d'Astrée (“Il ritorno di Astrea”)                                                                       | Prologo: Le Retour d'Astrée (“Il ritorno di Astrea”) | Prologo: Le Retour d'Astrée (“Il ritorno di Astrea”) | Prologo: Le Retour d'Astrée (“Il ritorno di Astrea”)                                                       |
| --- | ---------------------------------------------------- | ---------------------------------------------------- | --- |
| |                                                      |                                                      | non rappresentato                                                                                          |
| Vulcain ("Vulcano") | basse-taille (basso-baritono/basso-cantante)         | Duca d'Ayen                                          | |
| Astrée ("Astrea") | soprano                                              | Madame de Brancas                                    | |
| un Plaisir (“un Piacere”)                                                                                                  | soprano                                              | Madame de Marchais                                   | |
| Le Temps (“Tempo”) | basse-taille                                         | Marchese de La Salle                                 | |
| Prima (1757: Seconda) entrée: La lyre enchantée (“La lira magica”)                                                         |                                                      |                                                      | |
| Uranie ("Urania") | soprano                                              | Madame de Pompadour                                  | Marie-Jeanne Fesch "M.lle Chevalier"                                                                       |
| l'Amour (“Amore”) | soprano                                              | Madame de Marchais                                   | |
| Parténope ("Partenope") | soprano                                              | [ 12 ]                                               | Marie Fel                                                                                                  |
| Linus ("Lino") | basse-taille (1748)/ haute-contre (1757)             | Marchese de la Salle                                 | François Poirier                                                                                           |
| Apollon ("Apollo") | basse-taille                                         | [ 12 ]                                               | Henri Larrivée                                                                                             |
| Terpsichore ("Tersicore")                                                                                                  | ballerina                                            |                                                      | Louise-Madeleine Lany                                                                                      |
| les Muses ("Muse") | ballerine                                            |                                                      | M.lles Coupée, Marquise, Chevrier, Riquet                                                                  |
| sirènes (sirene) | ballerine                                            |                                                      | M.lles Deschamps, Mopin, Pagés, Chaumart                                                                   |
| élèves de Terpsichore ("allievi di Tersicore")                                                                             | ballerini                                            |                                                      | Mrs Dubois, Lelièvre, Balety, Beat                                                                         |
| sylvains et Dryades (“abitatori delle selve e driadi)                                                                      | ballerine/i                                          |                                                      | Melles Lyonois, Fleury, Morel, Armand, Thételingre; Mrs Lyonois, Rivet, Trupty, Dupré (fils), Hus          |
| Seconda (1757: Prima) entrée: Adonis (“Adone”) (1748), poi ridenominata L'enlèvement d'Adonis (“Il ratto di Adone”) (1757) |                                                      |                                                      | |
| Vénus ("Venere") | soprano                                              | Madame de Pompadour                                  | M.lle Davaux                                                                                               |
| l'Amour ("Amore") | soprano                                              | Madame de Marchais                                   | Marie-Jeanne Lemière                                                                                       |
| Diane ("Diana") | soprano                                              | Madame de Brancas                                    | Louise Jacquet                                                                                             |
| Adonis ("Adone") | basse-taille (1748)/ soprano (1757)                  | Duca d'Ayen                                          | M.lle Dubois                                                                                               |
| suivant de Diane ("seguace di Diana")                                                                                      | haute-contre                                         | visconte de Rohan                                    | [ 15 ] |
| Mercure ("Mercurio") | haute-contre                                         | [ 12 ]                                               | Godart |
| une nymphe ("una ninfa")                                                                                                   | soprano                                              | [ 12 ]                                               | M.lle Lhéritier                                                                                            |
| Endymion ("Endimione") - [balletto]                                                                                        | ballerino                                            |                                                      | Gaetano Vestris                                                                                            |
| Diane ("Diana") - [balletto]                                                                                               | ballerina                                            |                                                      | Marie-Françoise-Thérèse Vestris                                                                            |
| l'Amour ("Amore") - [balletto]                                                                                             | ballerina                                            |                                                      | M.lle Guimard                                                                                              |
| les Grâces ("le Grazie")                                                                                                   | ballerine                                            |                                                      | M.lles Marquise, Coupée, Chevrier                                                                          |
| nymphes & chasseurs ("ninfe e cacciatori")                                                                                 | ballerine/i                                          |                                                      | M.lles Louise-Madeleine Lany, Fleury, Morel, Thételingre; Mrs Laval, Lyonois, Rivet, Trupty, Dupré         |
| Jeux & Plaisirs (“Giuochi e Piaceri”)                                                                                      | ballerine/i                                          |                                                      | M.lles Riquet, Pagés, Chomart, Mopin, Deschamps; Mrs Dubois, Hamoche, Beat, Balety, Galodier               |
| Terza entrée: Anacréon (“Anacreonte”) (1757)                                                                               |                                                      |                                                      | |
| |                                                      | non rappresentata                                    | |
| l'Amour ("Amore") | soprano                                              |                                                      | Marie-Jeanne Lemière                                                                                       |
| Anacréon ("Anacreonte") | basse-taille                                         |                                                      | Nicolas Gélin                                                                                              |
| la pretresse de Bacchus (“sacerdotessa di Bacco”)                                                                          | soprano                                              |                                                      | M.lle Davaux                                                                                               |
| Lycoris | ballerina                                            |                                                      | M.lle Puvigné                                                                                              |
| Agathocle (Agatocle) | haute-contre                                         |                                                      | François Poirier                                                                                           |
| Euricles (Euricle) | haute-contre                                         |                                                      | Muguet |
| deux convives ("due convitati")                                                                                            | taille (baritenore)/basse-taille                     |                                                      | M Poussint; M Robin                                                                                        |
| esclaves d'Anacréon ("schiavi di Anacreonte")                                                                              | ballerine/i                                          |                                                      | M.lles Pagés, Chomart, Mopin, Deschamps; Mrs Galodier, Hamoche, Feuillade, Gaétan Vestris                  |
| les Grâces (le Grazie") | ballerine                                            |                                                      | M.lles Marquise, Coupée, Chevrier                                                                          |
| Egypans & Ménades ("fauni e menadi")                                                                                       | ballerine/i                                          |                                                      | M.lles Lyonois, Riquet, Dumirey, Morel, Fleury; Mrs Jean-Barthélémy Lany, Laval, Rivet, Hus, Dupré, Trupty |
| Jeux & Plaisirs ("Giuochi e Piaceri")                                                                                      | ballerini                                            |                                                      | Mrs Dubois, Lelièvre, Beat, Balety                                                                         |

## Soggetto (versione del 1757)
Il filo, tenuissimo, che lega tra loro le diverse entrées di quest'opera, è la lotta tra l'amore e diversi stati d'animo o situazioni, allegoricamente rappresentati nelle trame di ciascun atto: esse risultano però, per il resto, completamente autonome l'una dall'altra, seguendo il modello consolidato dell'opéra-ballet o del ballet héroïque.

### Primaentrée:L'enlèvement d'Adonis(“Il ratto di Adone”)
Tema: lotta tra amore e castità
La scena si svolge in una vasta foresta sacra a Diana, dove Adone (soprano in travesti), in quanto seguace della casta dea, rifugge dall'amore come da un terribile mostro capace di mettere a repentaglio la pace dell'anima degli umani, ma, nel contempo, si lamenta di non sentire più il fascino della vita dei boschi. Amore in persona (soprano in travesti) discende nella foresta ed avvicina Adone con lo scopo di strapparlo a Diana e di consegnarlo a sua madre, Venere, la quale è innamorata di lui. Quando la dea (soprano) arriva sulla scena, le è facilissimo avere la meglio sugli scrupoli di Adone e i due, con l'aiuto di Amore, decidono di fuggir via, così da evitare l'ira funesta di Diana. Allorché questa (soprano) entra in scena, ella va immediatamente su tutte le furie accusando Amore del rapimento dell'ingenuo Adone e invocando vendetta dal cielo e dagli inferi. Mercurio (haute-contre), messaggero degli dei, discende allora sulla scena ed assicura l'adirata dea che Venere le restituirà Adone, ed infatti questa fa subito rientro sopra una nuvola accompagnata da Amore e dal bellissimo cacciatore travestito da Amore, in modo che Diana non riesca a distinguerli tra loro. Constatato che Adone rifiuta di rivelarsi, Diana decide di ritirarsi nel timore di poter scegliere, tra i due, per errore, il suo peggior nemico, Amore. L'entrée prosegue quindi con un balletto celebrante le prossime nozze tra Venere e Adone, mentre, in lontananza, la stessa Diana (ora interpretata da una ballerina) viene mostrata mentre si sta facendo vincere dall'amore per il dormiente Endimione (ballerino), e poi con ulteriori e più elaborati balletti rappresentanti l'incontro-scontro tra Diana e Amore (ballerina in travesti), il risveglio di Endimione da parte di quest'ultimo ed infine gli amori tra il bellissimo giovine e Diana, fino alla sua finale ammissione sul carro della dea. L'entrée si conclude quindi con un coro festevole accompagnato da una danza generale.

### Secondaentrée:La lyre enchantée(“La lira magica”)
Tema: lotta tra amore e indifferenza
La scena è ambientata in una valle di campagna ai piedi di Montparnasse. La sirena Partenope (soprano) è innamorata del musico Lino (haute-contre), ma Urania (soprano), la musa dell'astrologia, lo invita caldamente a guardarsi dalle trappole delle passioni amorose, ché solo gli dei possono superarle indenni, mentre esse costeranno invece sempre agli umani la pace dei loro cuori. Tuttavia, dopo la sua partenza, Lino e Partenope si incontrano e si confessano il loro amore reciproco, al che la sirena propone di vendicarsi delle muse e della loro pervicace lotta contro l'ardore amoroso: a tale scopo lei farà finta di dimenticare la sua lira fatata in modo che Urania possa cadere sotto il suo magico incantesimo. La musa rientra alla ricerca di Lino e, raccolto lo strumento, un semplice tocco è sufficiente ad indurla a sciogliersi, contro la sua volontà, in un canto d'amore per Lino. A suo grande disdoro, però, il musico riafferma il suo amore per Partenope e solo il provvidenziale arrivo di Apollo (basse-taille) vale a sistemare le cose: egli dà ad Urania la sua lira in modo da spezzare l'incantesimo che l'aveva avvinta, ed invita muse e sirene a combinare i loro rispettivi talenti così da formare “le dolci catene che conducono ai piaceri”. L'entrée si conclude con un balletto eseguito dalle muse e dalle sirene sotto la guida di Tersicore (ballerina).

### Terzaentrée:Anacréon("Anacreonte")
Tema: lotta tra amore ed ebbrezza
La scena si svolge a Teos nella casa del poeta Anacreonte, dove si sta svolgendo una festa: il padrone di casa (basse-taille), i suoi ospiti, Agatocle and Euricles (hautes-contre), ed il resto del suo seguito stanno celebrando Bacco, divinità patrona dei luoghi. Anacreonte rivolge alla sua bellissima giovane schiava, Lycoris (ballerina), una calda richiesta perché ella voglia rallegrare la compagnia con il fiore della sua gioventù ed essere così sacerdotessa di tutti gli dei che il poeta adora, e quindi di Amore non meno che di Bacco (aria: “Nouvelle Hébé, charmante Lycoris”). Mentre ella sta danzando ed Anacreonte cantando, però, si ode all'improvviso una musica infiammata che accompagna l'irruzione sulla scena della sacerdotessa di Bacco (soprano) e delle menadi, le quali protestano contro i festeggiamenti in corso a causa del loro carattere profano e della commistione del culto del loro dio con quello per Cupido. Al che fa seguito un balletto rappresentante il confronto tra il seguito di Anacreonte ed i seguaci di Bacco, ma, alla fine, il poeta ed i suoi ospiti cedono alle richieste dell'indiavolata sacerdotessa ed acconsentono a adorare il dio del vino soltanto. Mentre le baccanti abbandonano il palcoscenico e Lycoris, in quanto simbolo vivente di amore, viene tratta via, un'incantevole dolce musica porta al sonno l'intera compagnia ormai ubriaca. In sogno Anacreonte è visitato da Cupido (soprano in travesti), che lo informa che Lycoris sta morendo dal dolore perché è stata abbandonata, in favore di Bacco, dall'uomo crudele che ella ama. Quando capisce che è lui quest'uomo, Anacreonte si getta ai piedi di Cupido implorandolo di restituirgli la ragazza e dichiarandosi disposto a rinunciare per lei a qualsiasi altra cosa. Lycoris rientra allora in scena accompagnata dalle Grazie, ma, mentre il poeta sta cantando le lodi di Cupido, un preludio annuncia il ritorno dei seguaci di Bacco: essi però non possono esimersi dall'inchinarsi alla presenza del dio dell'amore e dal rendere omaggio alla sua statua, mentre il seguito di Cupido rende onore a sua volta alla statua di Bacco, e le due compagnie danzanti si mescolano insieme sotto la guida di Lycoris. L'entrée termina con un coro ed una  contredanse accompagnata da sistri ed "altri strumenti bacchici".

### Fontion-line
- (EN)  Graham Sadler: "Les surprises de l'Amour", Grove Music Online ed L. Macy (consultato il 3 gennaio 2007), grovemusic.com Archiviato il 16 maggio 2008 in Internet Archive., subscription access.
- (FR)  Le magazine de l'opéra baroque, consultato l'11 marzo 2010
- (FR)  Rameau Le Site, consultato l'11 marzo 2010